# Massacre de Wola
Front de l’Est

Prémices :
- Campagne de Pologne
- Guerre d’Hiver

Guerre germano-soviétique :
- 1941 : L'invasion de l'URSS

- Opération Barbarossa

Front nord : 
- Guerre de Continuation
- Opération Silberfuchs
- Siège de Léningrad

Front central : 
- 2e bataille de Brest-Litovsk
- Bataille de Białystok–Minsk
- 1re bataille de Smolensk
- Bataille de Kiev

Front sud : 
- Siège d'Odessa
- Campagne de Crimée

- 1941-1942 : La contre-offensive soviétique

Front nord : 
- Poche de Demiansk
- Poche de Kholm

Front central : 
- Bataille de Moscou

Front sud : 
- Seconde bataille de Kharkov

- 1942-1943 : De Fall Blau à 3e Kharkov

Front nord : 
- Offensive de Siniavino
- Opération Iskra
- Bataille de Krasny Bor
- Opération Poliarnaïa Zvezda

Front central : 
- Opération Mars

Front sud : 
- Bataille du Caucase (opération Fall Blau)
- Bataille de Stalingrad
- Opération Uranus
- Opération Saturne
- Offensive d'Ostrogojsk-Rossoch
- Offensive de Voronej-Kastornoe
- Opération Gallop
- Opération Étoile
- Troisième bataille de Kharkov

- 1943-1944 : Libération de l'Ukraine et de la Biélorussie

Front central : 
- 2e bataille de Smolensk
- Opération Bagration

Front sud : 
- Bataille de Koursk
- Bataille du Dniepr
- Offensive Dniepr-Carpates
- Offensive de Crimée
- Offensive de Lvov-Sandomir

- 1944-1945 : Campagnes d'Europe centrale et d'Allemagne

Allemagne : 
- Offensive Vistule-Oder
- Offensive de Poméranie orientale
- Siège de Breslau
- Offensive de Prusse-Orientale
- Bataille de Königsberg
- Bataille de Seelow
- Bataille de Bautzen
- Bataille de Berlin
- Capitulation allemande

Front nord et Finlande : 
- Guerre de Laponie
- Offensive Leningrad-Novgorod
- Bataille de Narva

Europe orientale : 
- Opération Margarethe
- Insurrection de Varsovie
- Soulèvement national slovaque
- Opération Panzerfaust
- Bataille de Budapest
- Opération Frühlingserwachen
- Offensive de Vienne
- Insurrection de Prague
- Offensive de Prague
- Bataille de Slivice

Front d’Europe de l’Ouest

Campagnes d'Afrique, du Moyen-Orient et de Méditerranée

Bataille de l’Atlantique

Guerre du Pacifique

Guerre sino-japonaise

Le massacre de Wola (polonais : Rzeź Woli) désigne le meurtre de plusieurs dizaines de milliers de Polonais du 5 au 8 aout 1944, dans le district de Wola, à Varsovie, par la Wehrmacht, lors de l'insurrection de Varsovie.
Il est considéré comme le plus grand massacre de l'histoire de la Pologne. Les victimes, principalement des civils et des prisonniers de guerre, sont entre quarante et cent mille,. Les nazis voulaient étouffer dès le départ toute tentative d'insurrection en terrorisant les habitants de Varsovie ; ils espéraient ainsi briser la volonté de se battre des Polonais et en finir sans être obligés de s'engager dans un difficile combat urbain, mais ils se rendirent compte bientôt qu'ils n'avaient fait qu'exaspérer leurs adversaires.

## Le massacre

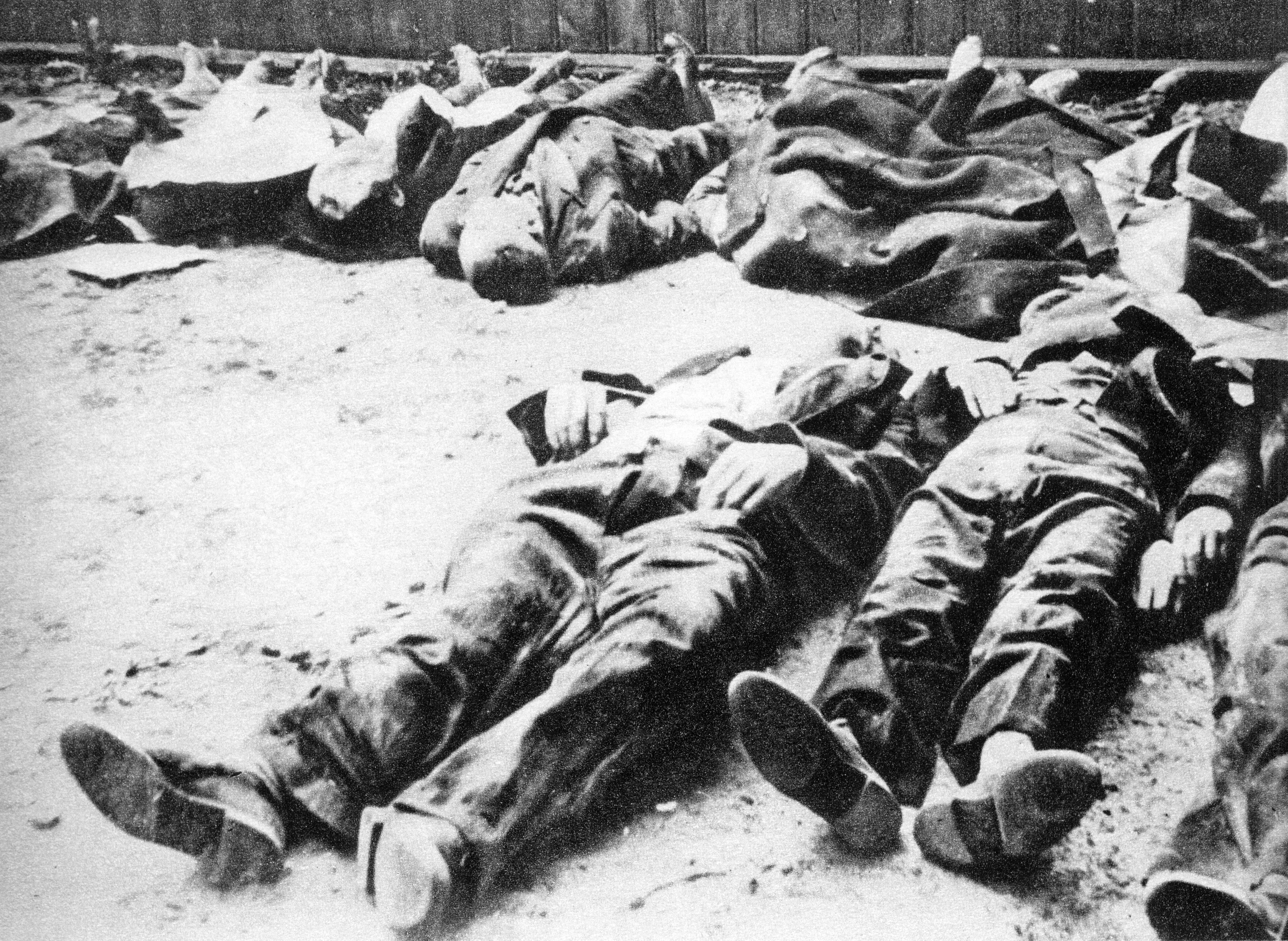
Civils polonais assassinés par la police et les troupes SS à Varsovie, aout 1944

Les forces allemandes, notamment les sous-unités de la Sicherheitspolizei (Sipo) et les forces à la réputation sinistre de la Sturmbrigade SS Dirlewanger, composées de criminels amnistiés, se rassemblèrent et se mirent à exécuter sans distinction une foule de gens dans le quartier de Wola, vieillards, femmes et enfants, aussi bien que les insurgés faits prisonniers. Ces exécutions massives s'étendirent à des malades et à des membres du personnel soignant des hôpitaux du quartier dont quelques-uns furent brûlés vifs.
Le 5 août, les trois groupes commencèrent leur progression vers l'ouest le long des rues Wolska et Górczewska vers la ligne principale de communication ouest-est d'Aleje Jerozolimskie. Leur avance fut arrêtée, mais les régiments de Heinz Reinefarth et d'Oskar Dirlewanger commencèrent à mettre à exécution les ordres de Heinrich Himmler : derrière les lignes, des groupes spéciaux de SS et les forces de police allaient de maison en maison, rassemblant tous les habitants et leur tirant dessus. Des soldats allemands réguliers de la Wehrmacht prirent également part aux massacres.
Dans son livre The Second World War: A Complete History, à la page 565, Martin Gilbert décrit ainsi l'événement :
Le 5 août, plus de quinze mille civils polonais avaient été assassinés par les troupes allemandes à Varsovie. À 17 heures 30, le général von dem Bach Zelewski donna l'ordre d'arrêter l'exécution des femmes et des enfants. Mais on continua à massacrer tous les hommes polonais que l'on capturait, sans que personne se souciât de savoir s'il s'agissait d'insurgés ou non. Les cosaques et les criminels des brigades Kaminsky et Dirlewanger ne firent même pas attention à l'ordre de von dem Bach Zelewski : violant, massacrant, torturant et incendiant, ils avancèrent dans les quartiers de Wola et d'Ochota, tuant encore trente mille civils dans cette boucherie de trois jours, y compris des centaines de malades dans chacun des hôpitaux qui se trouvaient sur leur chemin.
Dans le même temps, les bataillons d'insurgés Zośka et Wacek réussissaient à se rendre maîtres des ruines de l'ancien Ghetto et du camp de concentration de Varsovie. La zone devint un des liens de communication principaux entre les insurgés qui luttaient à Wola et ceux qui défendaient la vieille ville de Varsovie. Le 7 août 1944, les forces nazies furent renforcées par des chars, tandis qu'on utilisait des femmes civiles comme boucliers humains. Après deux jours de combats acharnés, elles réussirent à couper Wola en deux et atteindre la place Bankowy.
Un Verbrennungskommando, composé d'environ cent Polonais choisis parmi les civils, était désigné pour ramasser la plupart des corps de victimes et de les brûler en plusieurs endroits; eux-mêmes furent destinés à être exécutés ensuite. Le massacre de la population de Wola s'arrêta progressivement entre le 8 et 12 août, après qu'Adolf Hitler eut ordonné que les civils capturés fussent envoyés dans des camps de concentration ou employés à des travaux forcés. Pour cela, dès le 8 août, une unité spéciale de la police allemande de sécurité  – Einsatzkommando der Sicherheitspolizei bei der Kampfgruppe Reinefarth (connu aussi comme : Sonderkommando „Spilker”) dirigée par le SS-Hauptsturmführer Alfred Spilker, fut alors destinée à effectuer une sélection brutale des personnes "indésirables" dans cette population civile chassée de Wola et leur exécution sur place (malades, blessés, , personnes âgées, personnes suspectées d’être Juifs, intelligentsia, prêtres...).

## Conséquences

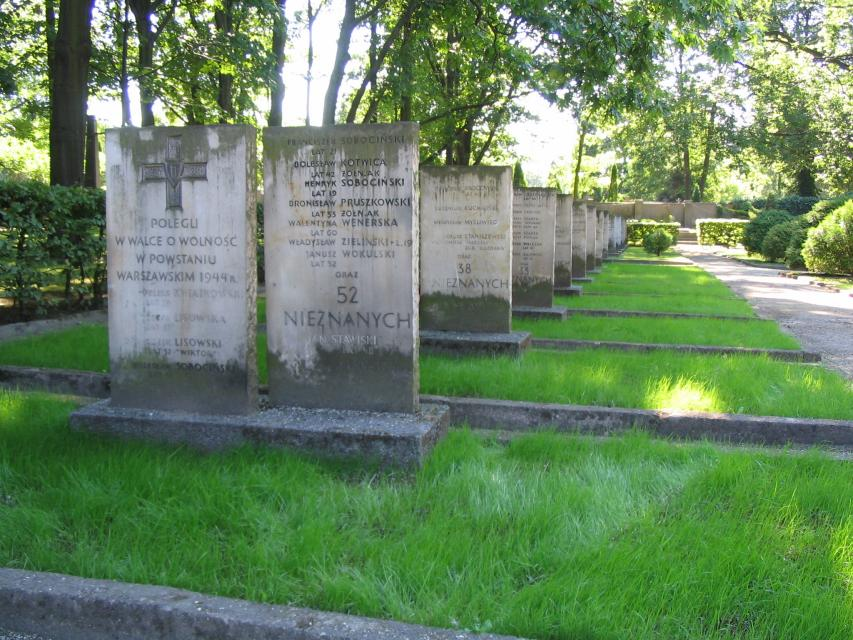
Les fosses communes découvertes après la guerre. Chacune d'entre elles contient les restes de dizaines de victimes du massacre de Wola, non identifiées pour la plupart.

Jusqu'à la mi-septembre, les nazis abattaient sur-le-champ tous les insurgés capturés. Après l'arrivée à Varsovie du SS-Obergruppenführer Erich von dem Bach-Zelewski (7 aout 1944), il devint évident que les atrocités ne faisaient que renforcer la résistance et qu'il fallait trouver une solution politique, du fait que le commandement allemand n'avait à sa disposition que des forces limitées. L'objectif était de remporter une victoire importante pour montrer à l'Armia Krajowa qu'il ne servait à rien de continuer à se battre et la faire capituler.
Le succès ne fut pas immédiat, mais à partir de la fin septembre, certains des combattants polonais capturés furent traités en prisonniers de guerre et on épargna les civils ; finalement les derniers quartiers de Varsovie encore tenus par les insurgés capitulèrent le 2 octobre 1944.
Les principaux responsables étaient Heinz Reinefarth et Oskar Dirlewanger, organisateurs des pires des atrocités. Dirlewanger fut battu à mort par des gardes polonais, anciens détenus de camp de concentration, en juin 1945, dans une prison de la zone d’occupation française, mais Reinefarth ne fut jamais inquiété à l'issue de la guerre, et poursuivit une existence paisible, notamment en exerçant des fonctions politiques locales dans le Schleswig-Holstein. Une liste de plusieurs anciens soldats de Dirlewanger encore vivants et jamais poursuivis a été établie en mai 2008 par le musée de l'Insurrection de Varsovie.

## Référence de traduction
- (en) Cet article est partiellement ou en totalité issu de l’article de Wikipédia en anglais intitulé « Wola massacre » (voir la liste des auteurs).